# 1970年のメジャーリーグベースボール
以下は、メジャーリーグベースボール（MLB）における1970年のできごとを記す。
1970年4月6日に開幕し10月15日に全日程を終え、アメリカンリーグはボルチモア・オリオールズ(東地区優勝)が2年連続4度目のリーグ優勝で、ナショナルリーグはシンシナティ・レッズ(西地区優勝)が9年ぶり5度目のリーグ優勝であった。
ワールドシリーズはボルチモア・オリオールズがシンシナティ・レッズを4勝1敗で破り、4年ぶり2度目のシリーズ制覇であった。
シーズン直前に前年にアメリカンリーグに加盟したばかりのシアトル・パイロッツがミルウォーキーに本拠地を移転してミルウォーキー・ブルワーズ となった。
1969年のメジャーリーグベースボール - 1970年のメジャーリーグベースボール - 1971年のメジャーリーグベースボール

## できごと
アメリカンリーグ
- 東地区は、オリオールズが独走で108勝して地区優勝した。マイク・クェイヤー (24勝)、 デーブ・マクナリー (24勝)、ジム・パーマー (20勝)の20勝トリオ(翌年にはカルテットになる)がいて投手陣が充実して完投60を記録し、守備では二塁手・デーブ・ジョンソン、三塁手・ブルックス・ロビンソン、遊撃手・マーク・ベランジャー 、外野手・ポール・ブレアーと4人のゴールドグラブ賞受賞者が揃った鉄壁の守備陣は健在で、これにフランク・ロビンソン(打率.306・本塁打25本・打点78)、ブーグ・パウエル(打率.297・本塁打35本・打点114)が打線の要であった。西地区はツインズが、前年の首位打者ロッド・カルーがヒザを負傷して後半戦を欠場したが、ハーモン・キルブルー(本塁打41本・打点113）、トニー・オリバ（打率.325・打点107）が健在で、ジム・ペリー（24勝）、新人バート・ブライレヴン（10勝）、ロン・ペラノスキー（34セーブ）が活躍して地区優勝した。前年と同じカードとなったリーグチャンピオンシリーズは、この年も同じでオリオールズの完勝で、ボルチモアに移転して1966年から3度目のワールドシリーズ進出であった。
- 個人タイトルは、エンゼルスのアレックス・ジョンソン（打率.329）が初の首位打者、セネタースのフランク・ハワード （本塁打44本・打点126）が2度目の本塁打王と初の打点王であった。オリオールズのマイク・クェイヤー、 デーブ・マクナリー、ツインズのジム・ペリーが揃って24勝で最多勝、インディアンスのサム・マクダウェル （奪三振304）が5度目の最多奪三振、アスレチックスのディエゴ・セギー（防御率2.56）が最優秀防御率を獲得した。リーグMVPにはオリオールズのブーグ・パウエルが選ばれた。

ナショナルリーグ
- 東地区は、前年リーグ優勝のメッツが、パイレーツとカブスとの首位争いから9月14日時点ではパイレーツと同率首位であったが、そこから崩れ結局3位に終わった。カブスも自滅してパイレーツが地区優勝した。この年7月16日に新球場スリー・リバース・スタジアム が開場し人工芝のグラウンドでパイレーツはこれから10年間に6回ポストシーズンを戦うことになる。カージナルスはオーナーのオーガスト・ブッシュが主力選手を放出して、しかもフラッドのトレード拒否にあい、せっかくフィリーズから取ったディック・アレン(打率.279・本塁打34本・打点101)はこの年1年限りでオーナーはドジャースに放出するなどチームの弱体化が進んだ。一方西地区はレッズが、この年から監督に就任したスパーキー・アンダーソンの下で、デビュー4年目のジョニー・ベンチ(打率.293・本塁打45本・打点148)、トニー・ペレス(打率.317・本塁打40本・打点129)、リー・メイ(本塁打34本)、ボビー・トーラン(打率.316・盗塁57)、そしてピート・ローズ(打率.316・得点120・安打205本)がいる打線は厚味を増し、平均25歳の若い投手陣にはジム・メリット(20勝)、ゲイリー・ノーラン(18勝)、ウェイン・グレンジャー(35セーブ)がいて、やがて1970年代半ばにレッズ黄金時代が訪れる。レッズもこの年6月30日にリバーフロント・スタジアム が開場し全面人工芝ですぐに7月にオールスターゲームを開催した。リーグチャンピオンシリーズは地力で勝るレッズが3勝0敗でパイレーツを破り、1961年以来9年ぶりにワールドシリーズに進出した。
- 個人タイトルは、首位打者はブレーブスのリコ・カーティー(打率.366)、優勝したレッズのジョニー・ベンチが本塁打王と打点王そしてリーグMVP、同じレッズのボビー・トーランが盗塁王となり前年まで4年連続盗塁王だったカージナルスのルー・ブロック(盗塁51)はタイトルを逃したが翌年からまた4年連続で盗塁王となる。前年に2年連続首位打者だったレッズのピート・ローズは打率は下がったが3度目の最多安打を記録し、またこの後1970年代のシーズンを全て3割を打っている。最多勝はカージナルスのボブ・ギブソン(23勝)とジャイアンツのゲイロード・ペリー (23勝)でどちらも初の受賞でギブソンはこれが最後のタイトルとなった。メッツのトム・シーバー(防御率2.82・奪三振283)が最優秀防御率と最多奪三振を取り、これが最初のタイトルであった。

ワールドシリーズ
- アール・ウィーバー(オリオールズ監督)とスパーキー・アンダーソン(レッズ監督)という後に名将と謳われ殿堂入りした監督の初のワールドシリーズ出場となったこの年は、オリオールズのブルックス・ロビンソンの一人舞台となった。第1戦では決勝本塁打に超美技、第2戦は同点タイムリー、第3戦は先制打、第4戦は本塁打を含む4安打、第5戦も1安打で1966年に続くオリオールズの2度目の世界一に貢献してシリーズMVPとなった。

### シアトルからミルウォーキーへ
前年のエクスパンション(球団拡張)で急遽アメリカンリーグに加盟したシアトル・パイロッツだったが、準備不足ですぐに財政が行き詰まり、そこで4年前にブレーブスに去られて球団誘致を模索していたミルウォーキーのバド・セリグらが働きかけて、シーズン終了とともに買収してミルウォーキーへの移転を合意していた。しかしこれにアメリカンリーグが難色を示し、しかもシアトルでも他の出資者を募って球団を維持する動きがあり、移転が宙に浮いた状態で春のキャンプが始まった。そして最終的にシアトル・パイロッツの破産宣告が認められて、1970年4月1日に正式にミルウォーキーへの移転が決まった。この時にミルウォーキー市当局は、新球団が観客動員で年間100万人に達するまで市営のカウンティ・スタジアムの使用料を1ドルに抑えると約束し、シーズン開幕直前でキャンプ地から球団関係の備品などを積んでシアトルに向かっていたトラックは、途中で方向を変えてそのままミルウォーキーへ向かった。4月6日の開幕のわずか5日前で、あわただしいミルウォーキー・ブルワーズ の門出であった。球団を買い取ったバド・セリグ はこの28年後に第9代MLBコミッショナーになる。

### フラッド訴訟
前年10月に、球団からフィラデルフィア・フィリーズへの移籍を通告されたカージナルスのカート・フラッドは、トレードを拒否してボウイ・キューンコミッショナーに書簡を送り、「私は自分の意志に反して売り買いされる所有物ではない。選手を商品のように売り買いする制度は、どんなものであれ市民としての基本的権利を侵すものであり、アメリカの法律に違反している」と主張した。しかしコミッショナーは「フィリーズでプレーすることに合意しなければ、プロでプレーしないという選択肢もある」と返事してフラッドの訴えを却下した。フラッドは選手会事務局長マービン・ミラーの支援を受け選手会もフラッドを支持することを決議して、この年1月16日に連邦裁判所ニューヨーク支部に民事訴訟を起こし、野球機構は選手を奴隷状態に拘束する組織であり、トレードの強制は独占禁止法に違反するとして野球機構と両リーグに対して100万ドルの損害賠償を求めた。これに対して前年12月にウォーレン・ジャイルズに代わってナショナルリーグ会長になったチャップ・フィニーとアメリカンリーグ会長のジョー・クローニンは、翌日に「フラッドの訴えが認められれば、それはプロ野球の終わりを意味する」との共同声明を発表した。
選手会は前年12月に、保留条項の修正、最低年俸の引き上げ、年間162試合を154試合に減らすことなど41項目にわたる要望書をオーナー側に提出していた。年明け2月27日に前の週に提示された新しい基本契約書を検討した結果、満場一致で拒否することを決め、前年と同じくストライキの構えを見せたが、しかし直前に両者が歩み寄ってストライキは不発に終わった。まだこの頃は選手にストライキを打つことに抵抗があった(初めてストライキを起こしたのは2年後である)。そして8月12日に予審裁判で「保留条項は、選手の供給源を確保するために条項を保持することを全ての球団が同意しており、変更はできない」としてフラッドの訴えは認められなかった。フラッドはすぐに控訴審に上訴した。

### デニー・マクレイン事件
年明け早々の1月2日に、司法省、財務省及びFBIで組織された特別捜査班はデトロイト、フェニックス、ラスベガスなどで野球・フットボール・バスケットボール・アイスホッケー・競馬などを対象としたスポーツ賭博団を摘発し、その中で元カージナルス投手のディジー・ディーンを取り調べた。ボウイ・キューンコミッショナーは2月10日に元FBI捜査官をコミッショナー直属の調査官に採用してタイガースのエースのデニー・マクレイン投手の調査を始めた。連邦レベルの特別捜査班はディジー・ディーンもデニー・マクレインも証拠が見つからなかったと発表したが、コミッショナーは1967年の賭博行為に関わった疑いがあるとしてマクレインに無期限出場停止の処分を下した。そして4月1日に1967年1月に賭博行為に関してマクレインは被害者であると発表して6月30日までの出場停止処分を科した。この処分についてブラックソックス事件以降もマイナーリーグで賭博に関わった選手を永久追放処分にしたこともあって、当時すでに引退していた元ドジャースのサンディ・コーファックスは「有罪であれ無罪であれ野球選手はたとえ話の中でも賭博に触れてはならない」として中途半端であると批判した(ブラックソックス事件の選手たちは裁判で無罪判決を受けた直後に永久追放処分を受けた)。デニー・マクレイン投手は7月1日からマウンドに復帰したが球威が戻らず3勝5敗の成績で、新聞記者にバケツの水を浴びせ、9月9日にコミッショナー事務局へ出頭を命じられてピストル不法所持の疑いでシーズン末までの出場停止処分を受けた。1968年に31勝、1969年に24勝を上げて2年連続最多勝で通算117勝の26歳の若きエースは、翌1971年にセネタースに年俸10万ドルで移籍した。しかしこれ以降わずか14勝しか上げていない。

### 記録
- 5月17日、ブレーブスのハンク・アーロンが12年ぶりに史上9人目となる3000安打を達成。
- 7月18日、ジャイアンツのウィリー・メイズが史上10人目となる3000安打を達成。
- 9月21日、アスレチックスのヴァイダ・ブルーが対ツインズ戦でノーヒットノーランを達成。

### その他
- 1970年のメジャーリーグ観客動員数　　2,874万7,333人　(アメリカンリーグ 12,085,135人・ナショナルリーグ16,662,198人)　　出典：「アメリカ・プロ野球史」245P　 鈴木武樹　著　　三一書房

## 最終成績

### レギュラーシーズン
| 順     | チーム                         | 勝利   | 敗戦   | 勝率   | G差    |
| 東地区 | 東地区                         | 東地区 | 東地区 | 東地区 | 東地区 |
| ------ | ------------------------------ | ------ | ------ | ------ | ------ |
| 1      | ボルチモア・オリオールズ       | 108    | 54     | .667   | –      |
| 2      | ニューヨーク・ヤンキース       | 93     | 69     | .574   | 15     |
| 3      | ボストン・レッドソックス       | 87     | 75     | .537   | 21     |
| 4      | デトロイト・タイガース         | 79     | 83     | .488   | 29     |
| 5      | クリーブランド・インディアンス | 76     | 86     | .469   | 32     |
| 6      | ワシントン・セネタース         | 70     | 92     | .432   | 38     |
| 西地区 |                                |        |        |        |        |
| 1      | ミネソタ・ツインズ             | 98     | 64     | .605   | –      |
| 2      | オークランド・アスレチックス   | 89     | 73     | .549   | 9      |
| 3      | カルフォルニア・エンゼルス     | 86     | 76     | .531   | 12     |
| 4      | カンザスシティ・ロイヤルズ     | 65     | 97     | .401   | 33     |
| 5      | ミルウォーキー・ブルワーズ     | 65     | 97     | .401   | 33     |
| 6      | シカゴ・ホワイトソックス       | 56     | 106    | .346   | 42     |

| 順     | チーム                         | 勝利   | 敗戦   | 勝率   | G差    |
| 東地区 | 東地区                         | 東地区 | 東地区 | 東地区 | 東地区 |
| ------ | ------------------------------ | ------ | ------ | ------ | ------ |
| 1      | ピッツバーグ・パイレーツ       | 89     | 73     | .549   | –      |
| 2      | シカゴ・カブス                 | 84     | 78     | .519   | 5      |
| 3      | ニューヨーク・メッツ           | 83     | 79     | .512   | 6      |
| 4      | セントルイス・カージナルス     | 76     | 86     | .469   | 13     |
| 5      | フィラデルフィア・フィリーズ   | 73     | 88     | .453   | 15.5   |
| 6      | モントリオール・エクスポズ     | 73     | 89     | .451   | 16     |
| 西地区 |                                |        |        |        |        |
| 1      | シンシナティ・レッズ           | 102    | 60     | .630   | –      |
| 2      | ロサンゼルス・ドジャース       | 87     | 74     | .540   | 14.5   |
| 3      | サンフランシスコ・ジャイアンツ | 86     | 76     | .531   | 16     |
| 4      | ヒューストン・アストロズ       | 79     | 83     | .488   | 23     |
| 5      | アトランタ・ブレーブス         | 76     | 86     | .469   | 26     |
| 6      | サンディエゴ・パドレス         | 63     | 99     | .451   | 16     |

### オールスターゲーム
- アメリカンリーグ 4 - 5 ナショナルリーグ

### ポストシーズン
|  | リーグチャンピオンシップシリーズ | リーグチャンピオンシップシリーズ |   |  | ワールドシリーズ | ワールドシリーズ |
|  |                                  |                                  |   |  |                  |                  |
|  | アメリカンリーグ                 |                                  |   |  |                  |                  |
|  | ボルチモア・オリオールズ         | 3                                |   |  |                  |                  |
|  | ミネソタ・ツインズ               | 0                                |   |  |                  |                  |
|  |                                  |                                  |   |  |                  |                  |
|  | ボルチモア・オリオールズ         | 4                                |   |  |                  |                  |
|  |                                  | シンシナティ・レッズ             | 1 |  |                  |                  |
|  | ナショナルリーグ                 |                                  |   |  |                  |                  |
|  | ピッツバーグ・パイレーツ         | 0                                |   |  |                  |                  |
|  | シンシナティ・レッズ             | 3                                |   |  |                  |                  |

#### リーグチャンピオンシップシリーズ
| 10/3 – | オリオールズ | 10 | - | 6 |  | ツインズ     |
| 10/4 – | オリオールズ | 11 | - | 3 |  | ツインズ     |
| 10/5 – | ツインズ     | 1  | - | 6 |  | オリオールズ |

| 10/3 – | レッズ     | 3 | - | 0 |  | パイレーツ |
| 10/4 – | レッズ     | 3 | - | 1 |  | パイレーツ |
| 10/5 – | パイレーツ | 2 | - | 3 |  | レッズ     |

#### ワールドシリーズ
- レッズ 1 - 4 オリオールズ

| 10/10 – | オリオールズ | 4 | - | 3 |  | レッズ       |
| 10/11 – | オリオールズ | 6 | - | 5 |  | レッズ       |
| 10/13 – | レッズ       | 3 | - | 9 |  | オリオールズ |
| 10/14 – | レッズ       | 6 | - | 5 |  | オリオールズ |
| 10/15 – | レッズ       | 3 | - | 9 |  | オリオールズ |

MVP：ブルックス・ロビンソン (BAL)

## 個人タイトル

### アメリカンリーグ
| 項目   | 選手                           | 記録 |
| ------ | ------------------------------ | ---- |
| 打率   | アレックス・ジョンソン (CAL)   | .329 |
| 本塁打 | フランク・ハワード (WS2)       | 44   |
| 打点   | フランク・ハワード (WS2)       | 126  |
| 得点   | カール・ヤストレムスキー (BOS) | 125  |
| 安打   | トニー・オリバ (MIN)           | 204  |
| 盗塁   | バート・キャンパネリス (OAK)   | 42   |

| 項目   | 選手                     | 記録 |
| ------ | ------------------------ | ---- |
| 勝利   | マイク・クェイヤー (BAL) | 24   |
| 勝利   | デーブ・マクナリー (BAL) | 24   |
| 勝利   | ジム・ペリー (MIN)       | 24   |
| 敗戦   | ミッキー・ロリッチ (DET) | 19   |
| 防御率 | ディエゴ・セギー (OAK)   | 2.56 |
| 奪三振 | サム・マクダウェル (CLE) | 304  |
| 投球回 | サム・マクダウェル (CLE) | 305  |
| 投球回 | ジム・パーマー (BAL)     | 305  |
| セーブ | ロン・ペラノスキー (MIN) | 34   |

### ナショナルリーグ
| 項目   | 選手                       | 記録 |
| ------ | -------------------------- | ---- |
| 打率   | リコ・カーティー (ATL)     | .366 |
| 本塁打 | ジョニー・ベンチ (CIN)     | 45   |
| 打点   | ジョニー・ベンチ (CIN)     | 148  |
| 得点   | ビリー・ウィリアムズ (CHC) | 137  |
| 安打   | ピート・ローズ (CIN)       | 205  |
| 安打   | ビリー・ウィリアムズ (CHC) | 205  |
| 盗塁   | ボビー・トーラン (CIN)     | 57   |

| 項目   | 選手                         | 記録 |
| ------ | ---------------------------- | ---- |
| 勝利   | ボブ・ギブソン (STL)         | 23   |
| 勝利   | ゲイロード・ペリー (SF)      | 23   |
| 敗戦   | スティーブ・カールトン (STL) | 19   |
| 防御率 | トム・シーバー (NYM)         | 2.82 |
| 奪三振 | トム・シーバー (NYM)         | 283  |
| 投球回 | ゲイロード・ペリー (SF)      | 328⅔ |
| セーブ | ウェイン・グレンジャー (CIN) | 35   |

## 表彰

### 全米野球記者協会（BBWAA）表彰
| 表彰         | アメリカンリーグ         | ナショナルリーグ       |
| ------------ | ------------------------ | ---------------------- |
| MVP          | ブーグ・パウエル (BAL)   | ジョニー・ベンチ (CIN) |
| サイヤング賞 | ジム・ペリー (MIN)       | ボブ・ギブソン (STL)   |
| 最優秀新人賞 | サーマン・マンソン (NYY) | カール・モートン (MON) |

### ゴールドグラブ賞
| 守備位置 | アメリカンリーグ             | ナショナルリーグ           |
| -------- | ---------------------------- | -------------------------- |
| 投手     | ジム・カート (MIN)           | ボブ・ギブソン (STL)       |
| 捕手     | レイ・フォッシー (CLE)       | ジョニー・ベンチ (CIN)     |
| 一塁手   | ジム・スペンサー (CAL)       | ウェス・パーカー (LAD)     |
| 二塁手   | デービー・ジョンソン (BAL)   | トミー・ヘルムズ (CIN)     |
| 三塁手   | ブルックス・ロビンソン (BAL) | ダグ・レイダー (HOU)       |
| 遊撃手   | マーク・ベランジャー (BAL)   | ドン・ケッシンジャー (CHC) |
| 外野手   | ケン・ベリー (CWS)           | トミー・エイジー (NYM)     |
| 外野手   | ポール・ブレアー (BAL)       | ロベルト・クレメンテ (PIT) |
| 外野手   | ミッキー・スタンリー (DET)   | ピート・ローズ (CIN)       |

### その他表彰
| 表彰               | アメリカンリーグ             | ナショナルリーグ             |
| ------------------ | ---------------------------- | ---------------------------- |
| カムバック賞       | クライド・ライト (CAL)       | ジム・ヒッチコック (CHC)     |
| 最優秀救援投手賞   | ロン・ペラノスキー (MIN)     | ウェイン・グレンジャー (CIN) |
| ハッチ賞           | トニー・コニグリアロ (BOS)   | -                            |
| ルー・ゲーリッグ賞 | -                            | ハンク・アーロン (ATL)       |
| ベーブ・ルース賞   | ブルックス・ロビンソン (BAL) | -                            |

### アメリカ野球殿堂入り表彰者
BBWAA投票
- ルー・ブードロー

ベテランズ委員会選出
- アール・コームス
- フォード・フリック (発展貢献者)
- ジェシー・ヘインズ